# Cerkiew Wszystkich Świętych w Białymstoku
Cerkiew Wszystkich Świętych – prawosławna cerkiew parafialna w Białymstoku. Należy do dekanatu Białystok diecezji białostocko-gdańskiej Polskiego Autokefalicznego Kościoła Prawosławnego.

## Położenie
Cerkiew znajduje się w dzielnicy Jaroszówka, przy ulicy Władysława Wysockiego 1, na terenie prawosławnej nekropolii.

## Historia
W 1887 na obrzeżach Białegostoku, w dzielnicy Wygoda przy ówczesnej Szosie Wasilkowskiej został otwarty nowy cmentarz parafii Świętego Mikołaja. W związku ze znacznym oddaleniem cmentarza od cerkwi parafialnej, na jego terenie wzniesiono drewnianą kapliczkę. 31 maja 1892 położono kamień węgielny pod budowę nowej, murowanej świątyni, która została wyświęcona 19 maja 1894.
16 czerwca 1982 ówczesny biskup białostocko-gdański Sawa erygował samodzielną parafię Wszystkich Świętych przy cerkwi cmentarnej.
Po pożarze w 1992, w którym częściowo zniszczona została nawa główna, ikonostas oraz część ołtarzowa, dokonano gruntownego remontu świątyni. Kolejny miał miejsce w 2001.
Cerkiew została wpisana do rejestru zabytków 3 sierpnia 1987 pod nr 650.